# Filippo Pigafetta

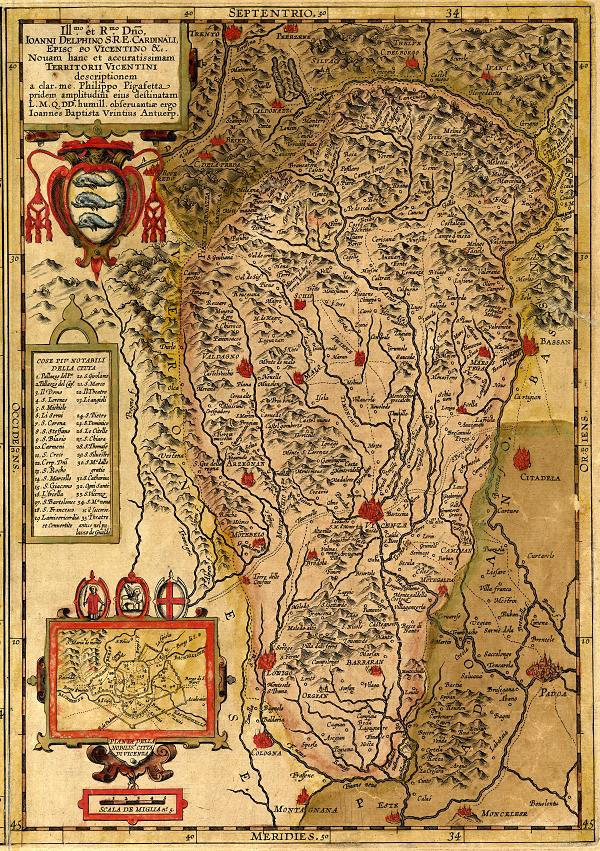
Carta del territorio vicentino. Da Filippo Pigafetta, Novam hanc et accuratissima Territorii Vicentini descriptionem, in Abramo Ortelio, Theatro del mondo, Anversa, 1608. Vicenza, Biblioteca Civica Bertoliana.

Filippo Pigafetta (Vicenza, 1º maggio 1533 – Vicenza, 26 ottobre 1604) è stato un viaggiatore, militare, letterato e diplomatico italiano, cittadino della Repubblica di Venezia.

## Biografia
Appartenente ad un'antica e nobile famiglia vicentina, la stessa del compagno di Magellano Antonio Pigafetta, abbracciò dapprima la carriera delle armi e a 23 anni partecipò, al servizio dei Carafa, alla guerra d'Abruzzo; nel 1561 Pigafetta era a Parigi, assediata dagli ugonotti guidati da Luigi I di Borbone-Condé e dall'ammiraglio Gaspard de Coligny. Durante le guerre di religione francesi militò dalla parte della Lega Cattolica guidata dai Guisa. In Francia rimase alcuni anni, frequentando i grandi intellettuali del tempo: Pierre de Ronsard, Jean Dorat e Louis Duret. Nel 1568 partecipò alla guerra di Cipro e nel 1571 alla battaglia di Lepanto, quindi nel 1577 compì un viaggio da Il Cairo al Monte Sinai. Tornato a Vicenza (1579), vi si trattenne qualche anno dedicandosi agli studi sull'arte dell'attacco e della difesa delle piazze. Nel 1582 si recò di nuovo a Parigi e poi in Inghilterra. Quindi, eletto papa Sisto V, Pigafetta insieme con l'ambasciatore Marcantonio Barbaro andò a Roma, e di lì, forse per incarico del papa, si recò (1586) ad Aleppo, Gerusalemme, Tripoli. Era a Roma di nuovo nel maggio 1589 e vi raccolse dal frate portoghese Odoardo Lopez gli elementi per la relazione sul Regno del Congo, vi ritornò nel 1591 e nel 1592. Poi, per qualche anno passò al servizio di Ferdinando de' Medici; nel 1603 tornò a Parigi e l'anno successivo era a Vicenza dove morì. Di multiforme attività, di lui rimangono scritti su vari argomenti e un ricchissimo epistolario; per quanto non risulti investito ufficialmente di una missione, è lecito supporre che Pigafetta viaggiasse con un preciso incarico, data anche la minuziosa cura con cui descrive le fortezze e le difese militari dei diversi paesi da lui visitati. Le relazioni, ricche di particolari storici e politici, non mancano di interesse dal punto di vista geografico, specie quelle sull'Egitto, Creta, l'Inghilterra, ecc. Il fondo più cospicuo dei manoscritti di Pigafetta è a conservato nella Biblioteca Ambrosiana di Milano; altri manoscritti e parte dell'epistolario sono custoditi nell'Archivio di Stato di Firenze, nella Biblioteca civica Bertoliana di Vicenza e nell'Archivio di Berlino. Delle sue relazioni sono pubblicate: Relatione dell'Assedio di Parigi. Col dissegno di quella città et de' luoghi circonvicini, Roma 1591; Il viaggio dal Cairo al Monte Sinai nell'anno 1577, in Viaggi vicentini inediti compendiati, Venezia 1837; Relatione del reame del Congo et delle circonvicine contrade tratta dalli scritti et ragionamenti di Odoardo Lopez Portoghese, Roma 1591. Di quest'opera, che è accompagnata da una carta dell'Africa di particolare interesse, perché vi è delineata la regione dei laghi equatoriali, esistono traduzioni in inglese (1597), latino, francese, olandese e tedesco.

## Opere

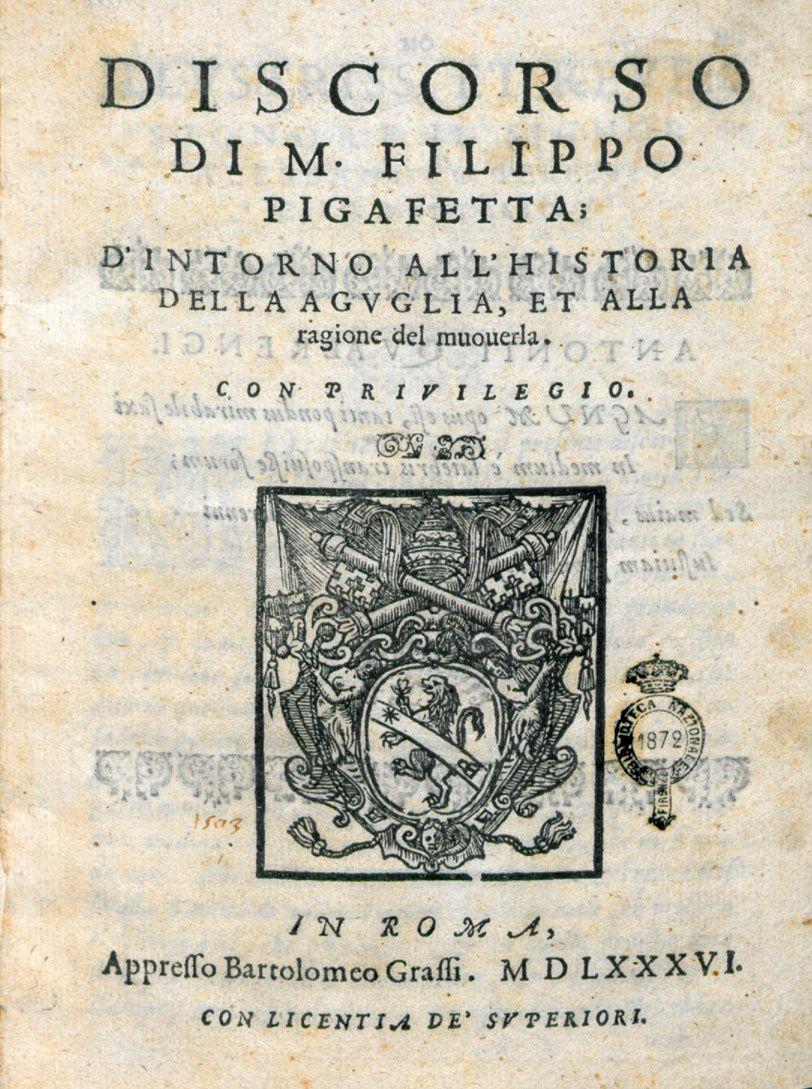
Discorso d'intorno all'historia della aguglia et alla ragione del muoverla, 1586

Pigafetta scrisse un grandissimo numero di relazioni, saggi e traduzioni, molti dei quali ancora inediti.
- Filippo Pigafetta, Trattato brieue dello schierare in ordinanza gli eserciti et dell'apparecchiamento della guerra, di Leone, per la gratia di Dio imperatore. Nuouamente dalla greca nella nostra lingua ridotto da M. Filippo Pigafetta. Con le annotationi del medesmo ne' luoghi, che n'hanno mestieri, Venezia, appresso Francesco de' Franceschi senese, 1586.
- Discorso d'intorno all'historia della aguglia et alla ragione del muoverla, Roma, Bartolomeo Grassi, 1586.
- Filippo Pigafetta, Relatione del reame di Congo et delle circonvicine contrade, tratta dalla scritti & ragionamenti di Odoardo Lopez Portoghese per Filippo Pigafetta, Roma, appresso Bartolomeo Grassi, 1591.
- Filippo Pigafetta, Lettere, & Orazioni di monsignor Bessarione cardinal Niceno scritte a principi d'Italia ... Volgarizzate dal signor Filippo Pigafetta. Con vna Orazione del sig. Scipione Ammirato ... a papa Sisto quinto, Firenze, per Filippo Giunti, 1594.
- Filippo Pigafetta, Della grandezza di Roma et del suo imperio libri IV. volgarizati da Filippo Pigafetta. Con tre discorsi l'uno de' sestertij antichi, l'altro del cadimento degl'imperij, il terzo delli porti di Roma, Roma, appresso Stefano Paolini, 1600.
- Filippo Pigafetta, Viaggio da Creta in Egitto ed al Sinai 1576-1577, a cura di A. da Schio, Vicenza, 1984.
- Filippo Pigafetta, La descrizione del territorio e del contado di Vicenza (1602-1603), a cura di A. da Schio, F. Barbieri, Vicenza, 1974.
- Filippo Pigafetta, Relazione del reame di Congo, a cura di Giorgio Raimondo Cardona, Milano, 1978.